# Kresty
Kresty (Russisch: Кресты; "kruizen") of Krestovskoje (Крестовское) was een Itelmeense plaats in het district Oest-Kamtsjatski van de Russische kraj Kamtsjatka. De plaats lag op de oostoever van de rivier de Kamtsjatka, nabij de monding van de rivier de Krestovka.
De naam Kresty dateert uit de 17e eeuw toen Kozakken er het orthodoxe kruis plaatsten, waarmee ze Kamtsjatka opeisten voor Rusland. De plaats werd lange tijd bewoond door Itelmenen, maar na de tyfusepidemie van 1799 tot 1800, was het grootste deel van de bevolking omgekomen en kwamen begin 19e eeuw enkele Russische boerengezinnen naar de plaats vanuit Kljoetsji. Zij hadden 'hondenslee'-plicht, wat betekende dat ze ervoor moesten zorgen dat bestuurders en andere functionarissen er terechtkonden voor overnachtingen en maaltijden tijdens hun reizen. Na de Russische Burgeroorlog leefden er enkele officieren van het voormalige Witte Leger. Begin jaren 30, tijdens de collectivisatie, werd er de kolchoz "Rode Banier" opgezet, waarvan de leden zich bezighielden met akkerbouw, visserij en de jacht. Ofwel vanwege het feit dat de locatie van de plaats te dicht bij de rivier lag en dus overstromingsgevaar opleverde of vanwege het feit dat men dacht dat de landbouwgronden beter waren, werd de hele plaats verplaatst naar een nieuwe locatie 10 kilometer zuidwestelijker, waar in 1926 reeds het dorp Krasny Jar was opgericht (nu eveneens verlaten). Een klein deel van de bevolking bleef achter en kwam de bevolking later achterna, zodat de plaats na de Tweede Wereldoorlog verlaten raakte.